# Mário Américo
Mário Américo (Monte Santo de Minas, 28 de julho de 1912 - São Paulo, 9 de abril de 1990) foi massagista da seleção brasileira de futebol nas copas de 1950, 54, 58, 62, 66, 70 e 74.
Uma das histórias que tornou-se folclórica sobre ele aconteceu na final da Copa de 62, no Chile. Mário Américo roubou a bola da grande final. Quando a FIFA lhe obrigou a devolver a pelota, ele entregou uma réplica, trazendo para nosso país a bola original do bicampeonato.

## Biografia
Desembarcou sozinho em São Paulo aos 8 anos de idade. Em clubes, foi massagista de Madureira, Vasco da Gama e Portuguesa. 
Em 1976 foi eleito vereador de São Paulo. 
Encerrou sua carreira como fisioterapeuta, atendendo em sua clínica no bairro do Imirim.
Faleceu em 1990 aos 77 anos.